# STDU Viewer
STDU Viewer — небольшой по размеру просмотрщик PDF, DjVu, Comic Book Archive (CBR или CBZ), FB2, ePub, XPS, TCR, многостраничных TIFF, TXT, PalmDoc, EMF, WMF, BMP, GIF, JPG, JPEG, PNG, PSD, PCX, DCX, MOBI, AZW для Microsoft Windows, бесплатный для некоммерческого использования. До версии 1.6 был бесплатен полностью.

## Особенности
Программа имеет многодокументный интерфейс со вкладками для просмотра нескольких документов, отображает эскизы страниц на боковой панели, позволяет создавать свои закладки, настраивать яркость, контрастность, гамму при отображении документа, а также автоматически корректировать контраст миниатюр. Для отображения текстовых документов в настройках приложения указывается шрифт, его размер, цвет, определяются правила показа абзацев. Программа поддерживает три типа поиска по текстовому слою, все результаты поиска отображаются списком.
Интерфейс STDU Viewer локализован для нескольких языков, включая русский.
Программа позволяет поворачивать страницы в документе с шагом 90 градусов, что может быть удобно для чтения с монитора, установленного в портретном положении, а также дает возможность исправить ошибки некорректно отсканированных страниц. Встроена функция восстановления сессии при перезапуске программы.
Имеются настройки для работы в устройствах с сенсорным экраном. Страницы открытого документа могут экспортироваться в текстовый документ или изображение.
Программа позволяет печатать документы, в том числе и большинство защищённых от печати файлов PDF.
Размер установочного файла составляет 2,2 МБ, установленной программы около 7 МБ (для сравнения — размер установщика Adobe Reader X — 37,2 МБ, а установленный Adobe Reader X занимает примерно 110 МБ).

## Разработка
Первой версией STDU Viewer была версия 1.0.60, выпущенная 13 сентября 2007 года. Программа поддерживала форматы PDF (с поддержкой вложенных гиперссылок), DjVu и TIFF.
Начиная с версии 1.0.76 поддерживается Unicode. Печать документов впервые стала доступна в версии 1.4.7. С версии 1.5.597 разработчиками поддерживается переносимая версия программы. Ряд версий поддерживал печать защищенных от печати файлов PDF.

## Недостатки
Поддерживает не все распространенные форматы электронных документов. Не поддерживаются файлы справки CHM, LIT, DOC и HTML. При печати документа в формате PDF создаётся большой временный файл, и это приводит к медленной печати на некоторых принтерах. Текст при печати преобразуется в графику, что значительно увеличивает время печати.

## Критические отзывы
STDU Viewer получил признание за «всеядность» и может быть рассмотрен как альтернатива набору программ Adobe Acrobat, WinDjView и Microsoft XPS Viewer, являясь претендентом на роль универсального просмотрщика электронных книг.
Вошёл в список 50 лучших бесплатных программ 2009 года и лучших программ для студентов.
В то же время существует мнение, что программа не является полноценной заменой приложениям, специализирующимся на просмотре отдельных форматов, таким как Foxit Reader для PDF, WinDjView для DjVu и FastStone Image Viewer для просмотра изображений, проигрывая им в скорости и функциональности.